# ميلان إيفانوفيتش
ميلان إيفانوفيتش (بالإنجليزية: Milan Ivanović)‏ هو لاعب كرة قدم أسترالي في مركز الدفاع، ولد في 21 ديسمبر 1960 في Sivac ‏ في صربيا. شارك مع منتخب أستراليا لكرة القدم. أما مع النوادي، فقد لعب مع أديلايد سيتي والنجم الأحمر بلغراد ورادنيتشكي نيش وكاميبل تاون سيتي أفسي ونادي أو إف كيه بيوغراد ووايت سيتي وودفيل.

## وصلات خارجية
- ميلان إيفانوفيتش على موقع قاعدة بيانات كرة القدم.إي يو (الإنجليزية)
- ميلان إيفانوفيتش على موقع ناشيونال فوتبول تيمز (الإنجليزية)
- ميلان إيفانوفيتش على موقع عالم كرة القدم.نت (الإنجليزية)